# Tout doit disparaître
Pour le roman de Mikaël Ollivier, voir Tout doit disparaître (roman).
Pour plus de détails, voir Fiche technique et Distribution.
Tout doit disparaître est un film français, réalisé par Philippe Muyl et sorti en salles en 1997. Le film a enregistré 921 435 entrées en France.

## Synopsis
Robert Millard a fondé son royaume industriel – basé sur toutes les technologies silencieuses – grâce à son mariage avec l'acariâtre et richissime Irène, qu'il trompe allègrement depuis des années. Cependant, sa dernière liaison avec sa jolie secrétaire, Eve, est la goutte d'eau qui fait déborder le vase : Irène a en effet embauché un détective-photographe, le bien nommé M. Colle, afin d'avoir un maximum de clichés compromettants. Menacé de divorce et donc de ruine totale par son épouse, le mari volage doit abandonner et licencier Eve. 
Pas décidé à se laisser dicter sa conduite par sa femme et trop lâche pour abandonner sa fortune, le P.D.G. rencontre Gérard Piche au hasard d'un trajet aérien. Ce dernier se révèle être un auteur de romans policiers de gare dont la spécialité est le crime parfait. Subjugué par l'expertise de Gérard en la matière, Millard passe alors un contrat avec le naïf écrivain afin que celui-ci lui écrive un nouveau roman : un nouveau meurtre sans traces accablantes, un dernier crime parfait… que Robert compte suivre à la lettre pour faire disparaître l'encombrante Irène. Mais rien ne va vraiment se dérouler comme prévu. Le tout sous l'objectif du tenace M. Colle.

## Fiche technique
- Titre : Tout doit disparaître
- Réalisation : Philippe Muyl
- Scénario : Philippe Le Dem et Philippe Muyl
- Image : Luc Drion
- Musique : Zazie, Christophe Voisin et Pierre Jaconelli
- Date de sortie : 22 janvier 1997
- Pays :  France
- Genre : comédie
- Durée : 88 minutes
- Tout public

## Distribution
- Didier Bourdon : Robert Millard
- Élie Semoun : Gérard Piche
- Yolande Moreau : Irène Millard
- Ophélie Winter : Eve Latour
- José Garcia : M. Colle, le détective
- Régis Laspalès : l'hypnotiseur
- Paule Daré : une employée de Robert Millard
- Luc Palun : Bernard, un technicien de Robert Millard

## Musique
Premier essai de bande originale pour Zazie – et ses partenaires Christophe Voisin et Pierre Jaconelli – qui interprète aussi la chanson-titre en générique de fin.  L'expérience ne fut pas des plus positives pour elle : elle était en pleine tournée durant sa conception, et il lui fut demandé de composer plus de morceaux que nécessaire. Cependant, elle reitéra la chose l'année suivante en s'occupant de la musique du film Ma vie en rose et, en 2002, de Jeux d'enfants.